# Rookie
Rookie é um termo de origem inglesa que descreve uma pessoa que está em seu primeiro ano profissional em seu esporte ou uma pessoa que tem nenhuma ou pouca experiência profissional. Em português o mais adequado seria novato.

## Uso nos esportes
É uma palavra muita utilizada em esportes provenientes dos Estados Unidos, e o termo é utilizado em competições como a NFL, NHL, NBA, MLB, MLS, NASCAR, IndyCar Series, entre outras. O termo é normalmente utilizado para aqueles que estejam iniciando naquela competição, e normalmente têm um curso ou treino preparatório específico, ou um algum benefício para rookies, dependendo do esporte.
Em alguns esportes existe a tradição de um rookie fazer alguma coisa ou truque, ou jogarem coisas neles, o chamado "trote". Alguns exemplos são os jogadores de beisebol que se vestem com trajes muito estranhos e no futebol americano se cortar ou raspar os cabelos dos jogadores novatos.

## Etimologia
O dicionário de inglês Oxford afirma que a origem é incerta, mas isso talvez seja uma decomposição da palavra recruit. O exemplo mais antigo do OED é em Barrack-Room Ballads, de Rudyard Kipling (publicado em 1892): "So 'ark an' 'eed, you rookies, which is always grumblin' sore", referindo-se à "rookies" no sentido de recrutas para o exército britânico. Pelo menos durante o início do século XX, no exército britânico o termo "rookie" era normalmente utilizado no lugar de "recruit" como exemplificado em "Trenching at Gallipoli" de John Gallishaw (New York Century Co.:1916) e em "The Amateur Army" de Patrick MacGill (London,Herbert Jenkins: 1915).